# Эмдин, Сергей Яковлевич
Сергей Яковлевич Эмдин (при рождении Соломон Янкелевич; 21 декабря 1912, Санкт-Петербург — 23 августа 1976) — советский физик, доктор технических наук (1964), профессор, трижды лауреат премии Совета министров СССР, Ленинской премии (1959).

## Биография
Родился в семье аптекарского помощника (впоследствии фармацевта) Янкеля-Ноты Хацкелевича Эмдина (1884—?), уроженца Могилёва, и Сони-Баси Абрамовны Певзнер (1887—?), родом из Белиничей, поженившихся в Могилёве 16 января 1911 года. 
С 1930 года работал токарем на ЛОМЗ, на заводе «Электрик», затем в отделе связи ЛФТИ под руководством академика А. А. Чернышёва. Одновременно учился в Ленинградском политехническом институте, который окончил в 1934 году.
С 1937 года работал в НИИ телемеханики и телевидения, в 1937—1944 годах — в НИИ связи и телемеханики (НИМИСТ) ВМФ под руководством академика А. И. Берга. В 1939 году защитил кандидатскую диссертацию. Во время Великой Отечественной войны руководил работами на Черноморском флоте и на Каспийской военной флотилии по оснащению кораблей аппаратурой обнаружения неконтактных мин, разработанной на основе его изобретений.
В 1944—1949 годах — главный конструктор и начальник ОКБ № 278 Министерства авиационной промышленности. Создал ряд образцов специальной радиолокационной техники, отмеченных правительственными премиями.
С 1949 года работал в ГОИ им. С. И. Вавилова (начальник лаборатории, с 1960 года — начальник НТО, с 1970 — директор Института гидрооптики — филиала ГОИ). Являлся главным конструктором работ, выполняемых по решению правительства (в период 1951—1973 гг.), в том числе комплекса аппаратуры для исследования характеристик турбулентных процессов в морской воде.
В 1964 году защитил докторскую диссертацию в области специального приборостроения. В 1967—1974 годах — член Научного совета по гидрофизике АН СССР.

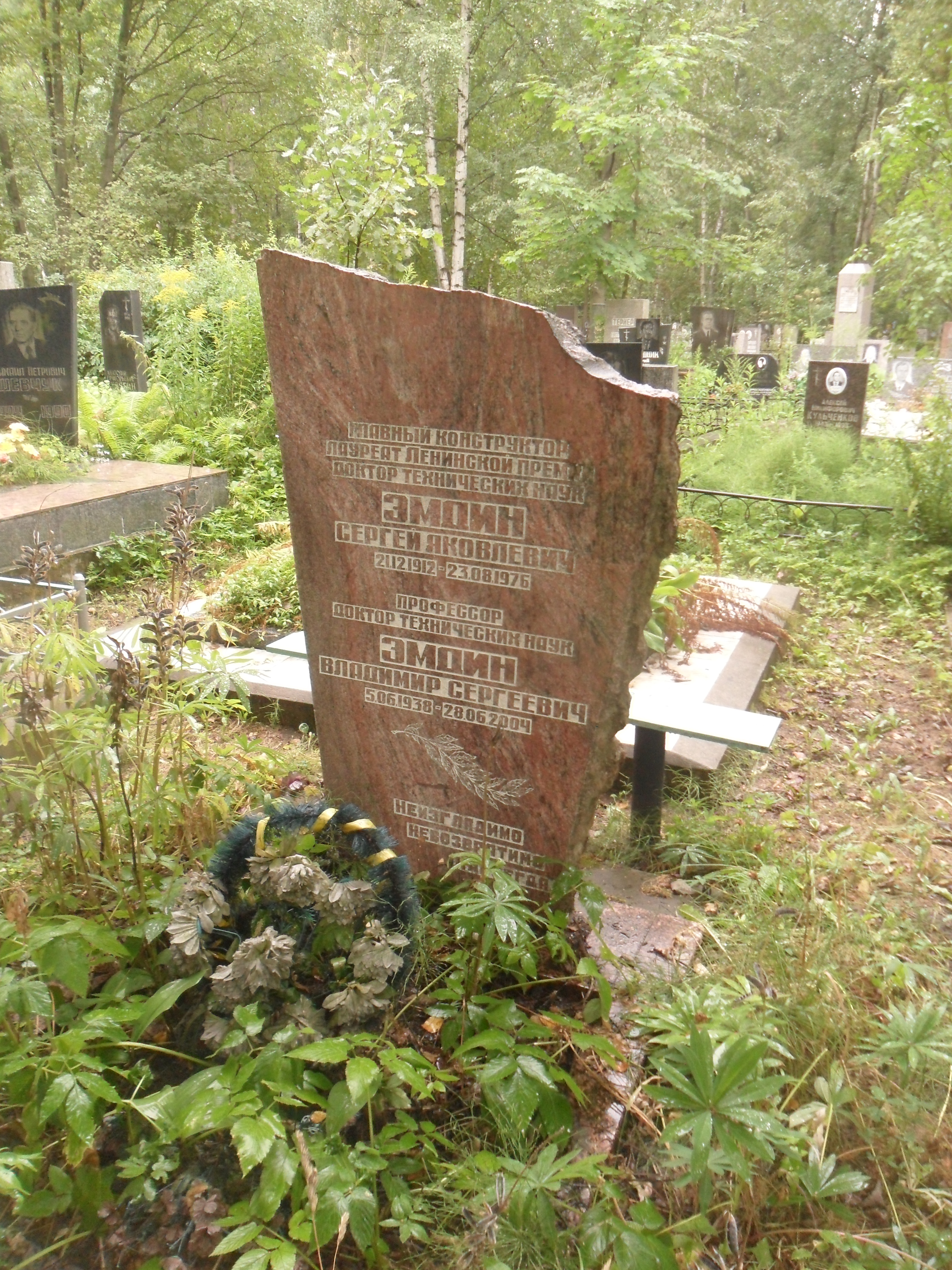
Могила С. Я. Эмдина на кладбище Памяти жертв 9 января в Санкт-Петербурге.

## Семья
Дети
- Владимир Сергеевич Эмдин (1938—2004), учёный и конструктор в области гидрооптики, доктор технических наук, профессор.

Внук
- Сергей (род. 1971), генеральный директор ТЕЛЕ2.

Правнук
- Никита Баженов (род. 1991), проживает в Финляндии.

Правнучки 
- Вера (род. 2009), Стефания (род. 2012), Клавдия (род. 2023), проживают в Финляндии.

## Научные достижения
Впервые в СССР внедрил в авиации и на флоте бесконтактные следящие системы с фотоэлектрической связью.
Создал оптико-электронную аппаратуру специальной корабельной связи, которая была принята на вооружение.
Являясь главным конструктором систем самонаведения и оптических взрывателей, обеспечил успешные испытания противоракеты В-1000.
Соавтор открытия нового физического явления – “Закономерности пространственно-временной изменчивости гидрофизических  полей в океане”. Диплом выдан Комитетом по делам изобретений и открытий СССР 19 июня  1973 года с приоритетом от 1963 года. На основе проведённых натурных исследований были предложены методы обнаружения подводных лодок (ПЛ) в погружённом состоянии по кильватерному следу путём регистрации изменчивости плотности морской среды и разработана соответствующая оптико-телевизионная аппаратура. 
Автор и соавтор 16 научных работ, 30 авторских свидетельств на изобретения и открытия в области исследования гидрофизических процессов в океане.

## Награды
- Ленинская премия (1959) — за разработку и внедрение системы НВ-57 для ВМФ
- три премии Совета Министров СССР — за работы в области создания систем наведения ракет и морского оружия
- медаль «За оборону Ленинграда» (1943)
- медаль «За доблестный труд в Великой Отечественной войне 1941—1945 гг.» (1945)
- орден «Знак Почёта» (1971)